# تمرد الشباب الأيرلندي 1848

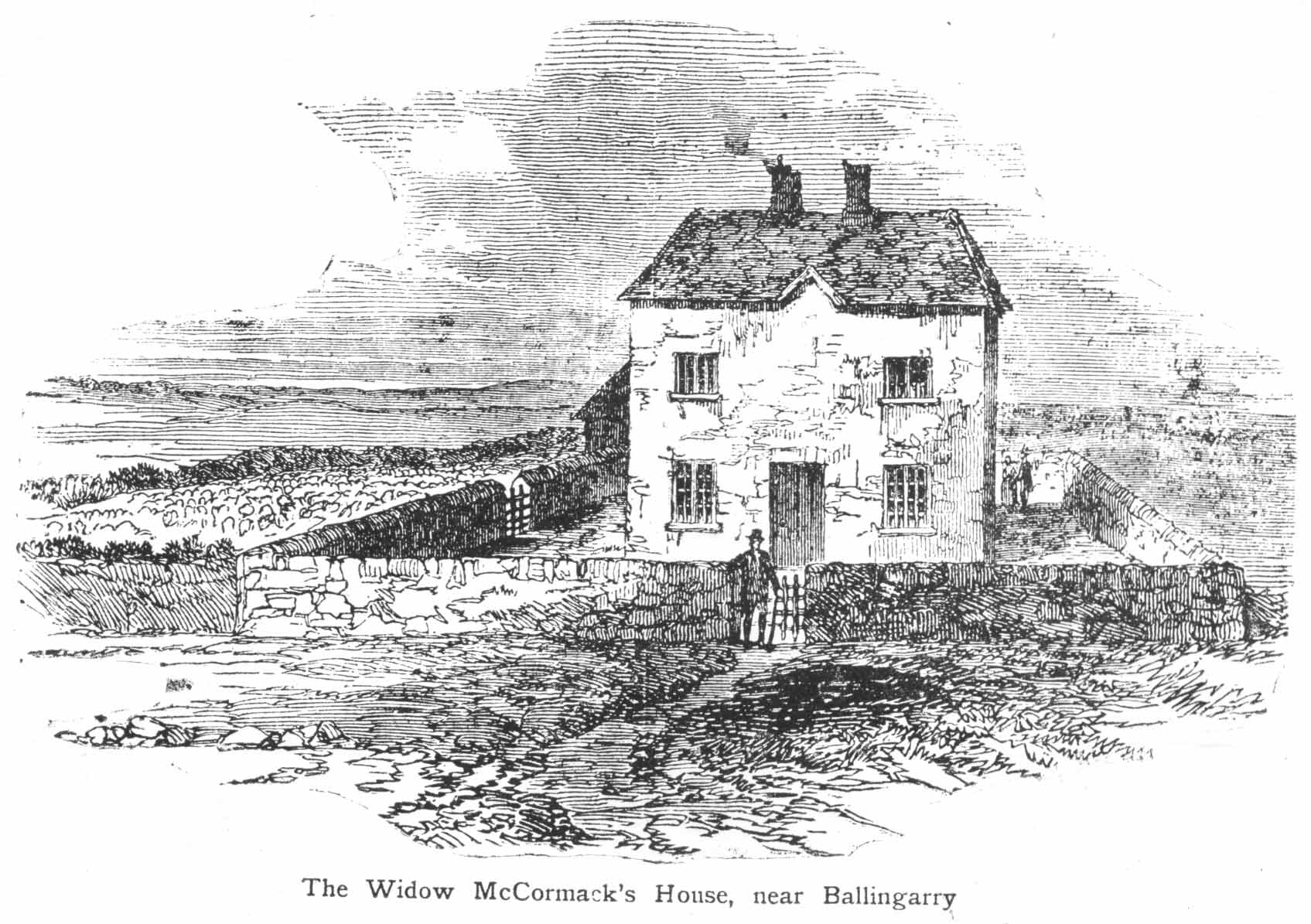

كان تمرد الشباب الأيرلندي انتفاضة قومية أيرلندية فاشلة بقيادة حركة شباب أيرلندا، وهو جزء من الثورات الأوسع لعام 1848 التي أثرت على أغلب أوروبا. حدث في 29 يوليو 1848 في فارانوري، وهي مستوطنة صغيرة تقع على بعد نحو 4.3 كم شمال شرق قرية بالينغاري، جنوب تيبيراري. لجأت وحدة شرطة أيرلندية إلى منزل واحتجزت من كانوا في الداخل كرهائن، بعد أن طاردتها قوة من الشباب الأيرلنديين وأنصارهم. أعقب ذلك تبادل لإطلاق النار استمر عدة ساعات، لكن هرب المتمردون بعد وصول مجموعة كبيرة من تعزيزات الشرطة.
يُسمى أحيانًا تمرد المجاعة (بسبب حدوثه في أثناء مجاعة أيرلندا الكبرى) أو معركة بالينغاري.

## الأصول
كما هو الحال مع الأيرلنديين المتحدين السابقين، الذين سعوا إلى محاكاة الثورة الأمريكية، استلهم الشباب الأيرلنديون من الجمهوريين في أمريكا وفي أوروبا.
كان عام 1848 عام الثورات في جميع أنحاء أوروبا القارية. في فبراير عام 1848، أُطيح بالملك لويس فيليب ملك فرنسا وأُعلنت الجمهورية الثانية في باريس. أرسلت هذه الثورة موجات صدمة سياسية في جميع أنحاء أوروبا، واندلعت الثورات في برلين، وفيينا، وروما، وبراغ، وبودابست. ومؤقتًا على الأقل، استُبدلت بالحكومات المطلقة إداراتٌ ليبرالية، ومُنح حق الاقتراع لجزء من السكان، وأُجريت الانتخابات للمجالس التأسيسية لوضع دساتير وطنية جديدة. وُصف هذا أحيانًا بأنه «ربيع الشعوب».
كانت أيرلندا ما تزال تعاني من تأثير المجاعة الكبرى. وكان رد الحكومة البريطانية صغيرًا جدًا ومتأخرًا جدًا لتجنيب الشعب الأيرلندي المعاناة الشديدة. انتقد المسؤولون الأيرلنديون هذا الرد المتأخر، ولكن دون جدوى.
بوحي من هذه الأحداث، وبسبب نجاح القومية الليبرالية والرومانسية في البر الرئيسي الأوروبي، واستكراه قبول دانيال أوكونل لرعاية الليبراليين البريطانيين، انفصلت مجموعة تُعرف باسم شباب أيرلندا عن رابطة إلغاء أوكونل. اتخذوا موقفًا متشددًا لإنشاء برلمان وطني يتمتع بسلطات تشريعية وتنفيذية كاملة. قرر الاتحاد، عند تأسيسه، أن يقوم على مبادئ الحرية والتسامح والصدق. رغم أن الشباب لم يدعوا إلى التمرد، فإنهم أيضًا لم يقدموا تعهدات مطلقة بالسلام. كان هدفهم هو استقلال الأمة الأيرلندية، وتمسكوا بأي وسيلة لتحقيق ذلك تتفق مع الشرف والأخلاق والمنطق. كان الشباب الأيرلنديون، كما أصبحوا معروفين، يتوقون إى تحقيق الحريات التي تحققت في القارة الأوروبية في أيرلندا. في بداية عام 1847، شكلوا منظمة تُعرف باسم الاتحاد الأيرلندي.
قاد الزعماء وليام سميث أوبراين، وتوماس فرانسيس ميغير، وريتشارد أوغورمان، وفدًا إلى باريس لتهنئة الجمهورية الفرنسية الجديدة. عاد ميغير إلى أيرلندا مع العلم ثلاثي الألوان (العلم الوطني الآن)؛ وهو رمز للتوفيق بين أيرلندا الغالية الكاثوليكية الخضراء وأيرلندا الأنجلو بروتستانتية البرتقالية.
نظرًا إلى أن معظم الثورات القارية كان غير دمويًا نسبيًا، اعتقد أوبراين أنه يمكن تحقيق نتائج مماثلة في أيرلندا. وأعرب عن أمله في توحيد الملاك والمستأجرين الأيرلنديين احتجاجًا على الحكم البريطاني. ولكن أجبرت الحكومة القادة على القتال في 22 يوليو 1848 بتعليق أمر المثول أمام المحكمة. هذا يعني أنه يمكن للحكومة سجن شباب أيرلندا وغيرهم من المعارضين بإبلاغ دون محاكمة. كان على أوبراين الاختيار بين المقاومة المسلحة أو الفرار المذل، فقرر أن الحركة يجب أن تواجَه.

## التمرد
رفع أوبراين وميغير وديلون مستوى التمرد من 23 يوليو إلى 29 يوليو 1848، بتنقلهم من مقاطعة وكسفورد عبر مقاطعة كيلكيني إلى مقاطعة تيبيراري. انعقد آخر تجمع كبير لقادة شباب أيرلندا في قرية مجلس العموم يوم 28 يوليو. في اليوم التالي، كان أوبراين في مجلس العموم حيث أقيمت متاريس، بالقرب من منجم فحم العموم، لمنع اعتقاله. انتظر أنصاره المحليون -عمال المناجم، والتجار، وصغار المزارعين المستأجرين- وصول الجيش والشرطة. عندما اقترب عناصر شرطة كالان من مفترق طرق أمام مجلس العموم من بالينغاري، رأوا المتاريس أمامهم، ولأن التفكير الحذر أفضل جزء من الشجاعة، انحرفوا يمينًا على الطريق نحو مقاطعة كيلكيني. تبعهم المتمردون عبر الحقول. لجأ مساعد المفتش ترانت ورجاله البالغ عددهم 46 إلى منزل مزرعة كبير من طابقين، وأخذوا الأطفال الخمسة الصغار في المنزل كرهائن. تحصنوا في الداخل، وأشهروا أسلحتهم من النوافذ. كان المنزل محاطًا بالمتمردين، وتبع ذلك حالة مواجهة. طالبت السيدة مارغريت مكورماك، صاحبة المنزل وأم الأطفال، بدخول منزلها، لكن الشرطة رفضت ولم تطلق سراح الأطفال. عثرت السيدة مكورماك على أوبراين وهو يستكشف المنزل من المباني الملحقة وسألته عما سيحدث لأطفالها ومنزلها.
صعد أوبراين والسيدة مكورماك إلى نافذة بهو المنزل للتحدث إلى الشرطة. أوضح أوبراين من خلال النافذة، «جميعنا أيرلنديون – تخلوا عن بنادقكم وأنتم أحرار للذهاب». وصافح بعض رجال الشرطة عبر النافذة. ذكر التقرير الأولي للورد الملازم الأول من أيرلندا أن شرطيًا أطلق الرصاصة الأولى على أوبراين، الذي كان يحاول التفاوض. ثم بدأ إطلاق النار العام بين الشرطة والمتمردين. كان على جيمس ستيفنز وتيرينس بيلو ماكمانوس إخراج أوبراين من خط النار، فأُصيب كلاهما.
غضب المتمردون من إطلاق النار عليهم دون أي استفزاز، واستمر إطلاق النار عدة ساعات. في أثناء التبادل الأولي لإطلاق النار، جثم المتمردون الذين كانوا أمام مقدمة المنزل -رجالًا ونساءً وأطفالًا- تحت الجدار. كان ضغط الحشد كبيرًا لدرجة إجبار رجل، هو توماس والش، على العبور من جانب من البوابة الأمامية إلى الجانب الآخر. فقتل برصاص الشرطة أثناء عبوره بين دعامات البوابة. انسحب المتمردون خارج نطاق إطلاق النار، خلال فترات توقفه. وجد رجل آخر، وهو باتريك ماكبرايد، الذي كان يقف عند طرف الجملون في المنزل عندما بدأ إطلاق النار، وكان آمنًا تمامًا هناك، أن رفاقه قد تراجعوا. عندما قفز على الحائط للركض والانضمام إليهم، أصابته الشرطة بجروح قاتلة.
كان واضحًا للمتمردين أن موقف الشرطة يكاد يكون منيعًا، وأن رجل الدين الكاثوليكي في الأبرشية، القس فيليب فيتزجيرالد، يسعى إلى التوسط لصالح السلام. عندما شوهدت مفرزة من شرطة كاشل بقيادة المساعد المفتش كوكس تصل إلى تل بوليا، حاول المتمردون إيقافها رغم قلة الذخيرة، ولكن استمرت الشرطة بالتقدم، مطلقةً النار على الطريق. أصبح واضحًا أن الشرطة في المنزل على وشك أن تتعزز وتُنقذ. تلاشى المتمردون بعد ذلك، وأنهوا فعليًا كلًا من فترة شباب أيرلندا والإلغاء، لكن عواقب أفعالهم تبعتهم لسنوات عديدة. يُعرف هذا الحدث بالعامية بـ«معركة مؤامرة ملفوف أرملة مكورماك».